# Стоунерстаун (Пенсільванія)
Стоунерстаун (англ. Stonerstown) — переписна місцевість (CDP) в США, в окрузі Бедфорд штату Пенсільванія. Населення — 369 осіб (2020).

## Географія
Стоунерстаун розташований за координатами 40°12′56″ пн. ш. 78°15′25″ зх. д. / 40.21556° пн. ш. 78.25694° зх. д. (40.215474, -78.257051).  За даними Бюро перепису населення США в 2010 році переписна місцевість мала площу 0,92 км², уся площа — суходіл. В 2017 році площа становила 1,00 км², з яких 0,92 км² — суходіл та 0,08 км² — водойми.

## Демографія
Згідно з переписом 2010 року, у переписній місцевості мешкало 376 осіб у 165 домогосподарствах у складі 106 родин. Густота населення становила 408 осіб/км².  Було 185 помешкань (201/км²).
Расовий склад населення:
| - 99,5 % — білих - 0,3 % — корінних американців |

До двох чи більше рас належало 0,3 %. Частка іспаномовних становила 2,1 % від усіх жителів.
За віковим діапазоном населення розподілялося таким чином: 22,3 % — особи молодші 18 років, 61,5 % — особи у віці 18—64 років, 16,2 % — особи у віці 65 років та старші. Медіана віку мешканця становила 43,8 року. На 100 осіб жіночої статі у переписній місцевості припадало 103,2 чоловіків;  на 100 жінок у віці від 18 років та старших — 97,3 чоловіків також старших 18 років.
Середній дохід на одне домашнє господарство  становив 56 112 долари США (медіана — 46 750), а середній дохід на одну сім'ю — 61 377 доларів (медіана — 56 667). За межею бідності перебувало 4,0 % осіб, у тому числі 0,0 % дітей у віці до 18 років та 0,0 % осіб у віці 65 років та старших.
Цивільне працевлаштоване населення становило 235 осіб. Основні галузі зайнятості: освіта, охорона здоров'я та соціальна допомога — 35,7 %, будівництво — 15,3 %, виробництво — 10,2 %, науковці, спеціалісти, менеджери — 9,8 %.